# 若越新四国八十八箇所
若越新四国八十八箇所（じゃくえつしんしこくはちじゅうはちかしょ）は、四国八十八箇所の写し霊場の一つである。福井県敦賀市と美浜町 (福井県)を中心に札所があり、若狭国と越前国の範囲にあたるため、若越の名称が冠せられている。単に若越八十八ヶ所と呼ばれることもある。

## 歴史
嘉永4年(1851年)に「新四国略図」と「敦賀新四国道しるべ」が発行されており、この時期に成立したとみられる。大正15年(1926年)には、札所ごとのご利益を表す御詠歌を記載した「若越八十八ヶ所御詠歌」という冊子が発行されている。嘉永と大正資料では、一部札所の変更が見られ、また、1番から4番の札所は、1945年7月12日の敦賀空襲により、本尊の焼失、場所の移転といった影響を受けている。近年の資料としては、昭和40年代の資料があり、また大正の冊子を底本とした書籍「お地蔵さま　若越八十八ヶ所を訪ねて」が昭和51年(1976年)に刊行されている。

## 特徴
この霊場の特徴としては、本尊を地蔵尊とする札所が多い点、寺社以外の野仏、祠、お堂が目立つ点が挙げられる。札所の順番は、概ね時計回りとなっており、天筒山、木ノ芽峠、野坂岳、白木峠、西方ヶ岳といった山道にも札所があり、総延長は約130kmに及ぶ。系統だった道案内の表示はなく、札所の幾つかに石柱や木札などが立てられているのみである。

## 霊場一覧
以下の札所は、書籍「お地蔵さま　若越八十八ヶ所を訪ねて」に基づくものである。
- 1番　お堂　地蔵尊　敦賀市沢
  - 　戦災により移転。元は、氣比神宮の蓮池(現存せず)。
- 2番　金前寺　地蔵尊　敦賀市金ヶ崎町
  - 　元の札所は、気比蔵寺であったが、戦災で寺社焼失。本尊は焼失を免れ金前寺に移転、石仏を札所とした。
- 3番　公民館　文殊菩薩　敦賀市曙町
  - 　戦災により本尊焼失、掛軸を祀る。
- 4番　金前寺　十一面観世音菩薩(袴掛け観音)　敦賀市金ヶ崎町
  - 　戦災により本尊焼失、気比蔵寺の観世音を安置していたが、2015年に本尊を再興した。
- 5番　野仏　地蔵尊(女夫岩)　敦賀市泉　天筒山
- 6番　公民館　地蔵尊　敦賀市舞崎町
- 7番　大蔵寺　正観世音　敦賀市大蔵
- 8番　大蔵寺　薬師如来　敦賀市大蔵
- 9番　大蔵寺　十一面観世音　敦賀市大蔵
- 10番　深山寺　十一面観世音　敦賀市樫曲
- 11番　お堂　地蔵尊　敦賀市新保
- 12番　野仏　地蔵尊(爪かき地蔵)　敦賀市新保　木ノ芽道
- 13番　お堂　地蔵尊(言奈地蔵)　南越前町板取
- 14番　新善光寺　地蔵尊　敦賀市井川
- 15番　お堂　薬師如来　敦賀市高野　白山神社隣接
- 16番　宝珠寺　観世音　敦賀市坂下
- 17番　公民館　地蔵尊(逆手地蔵)　敦賀市長沢
- 18番　禅源寺　地蔵尊(子抱地蔵)　敦賀市道口
- 19番　野仏　地蔵尊(関の谷の地蔵)　敦賀市道口
- 20番　西方寺　地蔵尊　敦賀市鳩原
- 21番　お堂　薬師如来　敦賀市小河口　日吉神社隣接
- 22番　お堂　大日如来(逆さ地蔵)　敦賀市市橋
- 23番　定廣院　地蔵尊　敦賀市疋田
- 24番　清光寺　地蔵尊(延命地蔵)　敦賀市駄口
- 25番　お堂　薬師如来　敦賀市堂 鶉神社隣接
- 26番　慶林院　四体地蔵尊　敦賀市山泉
- 27番　慶林院　観世音菩薩　敦賀市山泉
- 28番　寿雲庵　六体地蔵尊　敦賀市山泉
- 29番　お堂　地蔵尊(油かけ地蔵)　敦賀市和久野　剣神社隣接
- 30番　福智院　正観世音　敦賀市公文名
- 31番　お堂　薬師如来　敦賀市砂流　高岡神社隣接
- 32番　宝国寺　薬師如来　敦賀市御名
- 33番　お堂　地蔵尊　敦賀市御名　日吉神社隣接
- 34番　お堂　六体地蔵尊　敦賀市山
- 35番　長仙庵　阿弥陀如来　敦賀市山
- 36番　お堂　地蔵尊(石割大岩地蔵)　敦賀市山　雨谷
- 37番　宗福寺　地蔵尊　敦賀市野坂
- 38番　野仏　三尊弥陀如来日月有　敦賀市金山　水無谷
- 39番　お堂　日月霊石大日如来(常宮の御大師)　敦賀市金山　常宮神社隣接
- 40番　西洪寺　地蔵尊　敦賀市金山
- 41番　野仏　地蔵尊(金定地蔵)　敦賀市金山
- 42番　お堂　大日如来　敦賀市関
- 43番　お堂　二体地蔵尊　関峠
- 44番　帝釈寺　十一面観世音　美浜町佐田
- 45番　お堂　地蔵尊　美浜町佐田
- 46番　お堂　地蔵尊　美浜町佐柿
- 47番　大師堂　弘法大師　美浜町久々子
- 48番　久昌寺　地蔵尊(金焼地蔵)　美浜町大藪
- 49番　三方石観世音　観世音菩薩(片手観音)　若狭町三方
- 50番　北田寺　薬師如来　美浜町北田
- 51番　お堂　弘法大師　美浜町菅浜
- 52番　お堂　地蔵尊　美浜町竹波　高那弥神社隣接
- 53番　野仏　海中地蔵尊　美浜町丹生
- 54番　野仏　地蔵尊二体四所あり　美浜町丹生
- 55番　野仏　地蔵尊十五体又五輪二体　白木峠
- 56番　野仏　地蔵尊　敦賀市白木
- 57番　お堂　三体薬師尊　敦賀市白木
- 58番　海蔵寺　六体地蔵尊　敦賀市白木
- 59番　お堂　地蔵尊　敦賀市立石
- 60番　海安寺　地蔵尊　敦賀市立石
- 61番　お堂　海中地蔵尊　敦賀市沓
- 62番　お堂　地蔵尊(沓はき地蔵)　敦賀市沓
- 63番　眞福寺　地蔵尊(柿ノ木地蔵)　敦賀市常宮
- 64番　奥の院　十一面観音　敦賀市常宮 岩谷山
- 65番　お堂　地蔵尊　敦賀市縄間
- 66番　野仏　六体五輪石　敦賀市縄間
- 67番　野仏　地蔵尊　敦賀市名子
- 68番　お堂　地蔵尊　敦賀市二村
- 69番　弁天岩　六字名号　敦賀市二村
- 70番　野仏　海中地蔵尊(いとこの地蔵)　敦賀市櫛川
- 71番　お堂　地蔵尊　敦賀市櫛川
- 72番　古墳　地蔵尊(穴地蔵)　敦賀市櫛川　穴地蔵古墳 (福井県指定史跡)
- 73番　お堂　大日如来　敦賀市櫛川
- 74番　お堂　地蔵尊　敦賀市原
- 75番　お堂　地蔵尊(水の手地蔵)　敦賀市原
- 76番　お堂　地蔵尊(十三仏)　敦賀市原
- 77番　野仏　地蔵尊(火坪の地蔵)　敦賀市原
- 78番　野仏　大師如来　敦賀市原
- 79番　お堂　地蔵尊　敦賀市沓見
- 80番　お堂　二体地蔵尊　敦賀市西原
- 81番　お堂　地蔵尊　敦賀市莇生野　三味線川
- 82番　宝治院　地蔵尊　敦賀市木崎
- 83番　西蓮寺　両面半身地蔵尊　敦賀市三島町
- 84番　来迎寺　地蔵尊　敦賀市松島町
- 85番　来迎寺　五智如来　敦賀市松島町
- 86番　お堂　地蔵尊(よつばり地蔵)　敦賀市松島町
- 87番　円満寺　地蔵尊　敦賀市鋳物師町
- 88番　公民館　地蔵尊　敦賀市結城町